# Moellerites
Moellerites es un género de foraminífero bentónico normalmente considerado un subgénero de Fusulinella, es decir, Fusulinella (Moellerites) de la subfamilia Fusulinellinae, de la familia Fusulinidae, de la superfamilia Fusulinoidea, del suborden Fusulinina y del orden Fusulinida. Su especie tipo es Moellerites lopasniensis. Su rango cronoestratigráfico abarca el Moscoviense (Carbonífero superior).

## Discusión
Clasificaciones más recientes incluyen Moellerites en la subclase Fusulinana de la clase Fusulinata.

## Clasificación
Moellerites incluye a las siguientes especies:
- Moellerites bedakensis †, también considerado como Fusulinella (Moellerites) bedakensis †
- Moellerites bockiformis †, también considerado como Fusulinella (Moellerites) bockiformis †
- Moellerites cylindricus †, también considerado como Fusulinella (Moellerites) cylindricus †
- Moellerites decurvata †, también considerado como Fusulinella (Moellerites) decurvata †
- Moellerites diffusa †, también considerado como Fusulinella (Moellerites) diffusa †
- Moellerites gigantea †, también considerado como Fusulinella (Moellerites) gigantea †
- Moellerites jucunda †, también considerado como Fusulinella (Moellerites) jucunda †
- Moellerites kentuckyensis †, también considerado como Fusulinella (Moellerites) kentuckyensis †
- Moellerites lopasniensis †, también considerado como Fusulinella (Moellerites) lopasniensis †
- Moellerites orientalis †, también considerado como Fusulinella (Moellerites) orientalis †
- Moellerites paracolaniae †, también considerado como Fusulinella (Moellerites) paracolaniae †
  - Moellerites paracolaniae var. crassa †, también considerado como Fusulinella (Moellerites) paracolaniae var. crassa †
- Moellerites praebocki †, también considerado como Fusulinella (Moellerites) praebocki †
- Moellerites praecolaniae †, también considerado como Fusulinella (Moellerites) praecolaniae †
- Moellerites pygmea †, también considerado como Fusulinella (Moellerites) pygmea †
- Moellerites simplicatiformis †, también considerado como Fusulinella (Moellerites) simplicatiformis †
- Moellerites subcolaniae †, también considerado como Fusulinella (Moellerites) subcolaniae †
  - Moellerites subcolaniae var. decurta †, también considerado como Fusulinella (Moellerites) subcolaniae var. decurta †
  - Moellerites subcolaniae var. plana †, también considerado como Fusulinella (Moellerites) subcolaniae var. plana †
- Moellerites subundulata †, también considerado como Fusulinella (Moellerites) subundulata †